# Pyrophleps ruficrista
Pyrophleps ruficrista is een vlinder uit de familie wespvlinders (Sesiidae), onderfamilie Sesiinae.
Pyrophleps ruficrista is voor het eerst wetenschappelijk beschreven door Rothschild in 1912. De soort komt voor in het Oriëntaals gebied.